# 百瑙鈍鰕虎魚
百瑙鈍鰕虎魚（学名：Amblygobius bynoensis）为輻鰭魚綱鰕虎鱼目鰕虎魚科鈍鰕虎魚屬的一种鱼类。分布于印度、越南、菲律宾、印度尼西亚、澳大利亚以及中国南海等海域，體長可達10公分，棲息在礁沙混合區的海灣，通常成對出現，會掘沙築巢。该物种的模式产地在澳大利亚。

## 扩展阅读
維基物種上的相關：百瑙鈍鰕虎魚